# Sány
Sány (deutsch Saan) ist eine Gemeinde in Tschechien. Sie liegt neun Kilometer östlich von Poděbrady und gehört zum Okres Nymburk.

## Geographie
Sány befindet sich linksseitig der Cidlina am Abfluss der Sánská Bačovka auf der Ostböhmischen Tafel. Östlich erhebt sich die Kozí hůra (272 m). Im Nordwesten verläuft die Bahnstrecke Velký Osek–Trutnov, die hier die Cidlina überquert. Die gleichnamige Bahnstation „Sány“ liegt auf den Fluren von Opolánky. Südlich wird das Dorf von der Autobahn D 11/Europastraße 67 umfahren, die nächste Abfahrt 50 „Žehuň“ befindet sich zwei Kilometer östlich des Dorfes.
Nachbarorte sind Opolánky und Badra im Norden, Libněves und Dobšice im Nordosten, Hájky und Polní Chrčice im Südosten, Jestřabí Lhota und Volárna im Süden, Velký Osek im Südwesten, Kanín im Westen sowie Opolany im Nordwesten.

## Geschichte

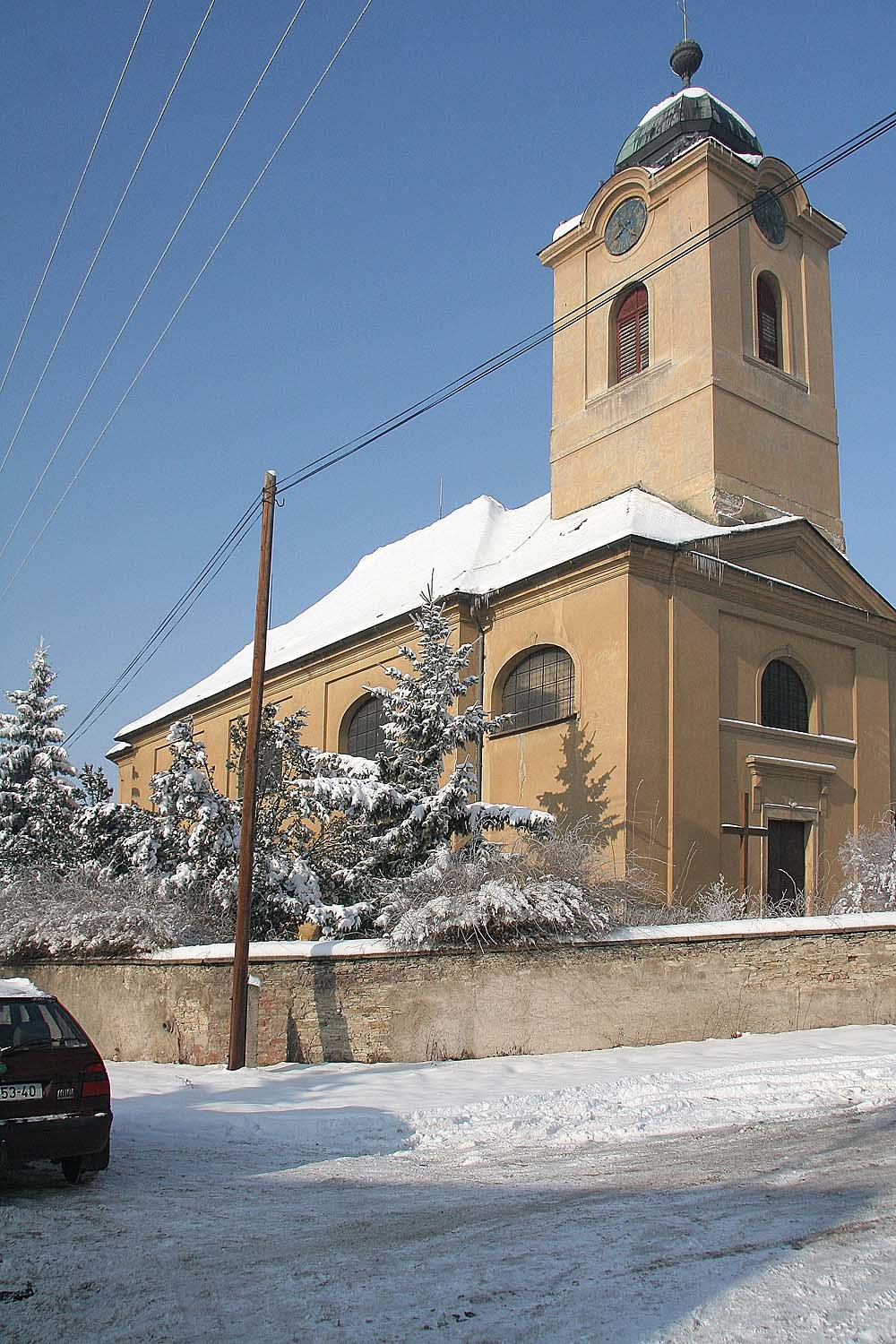
Kirche des hl. Andreas

Die erste urkundliche Erwähnung von Sány und der Kirche erfolgte 1352, als dem Zisterzienserkloster Hradiště das Dorf zusammen mit Žehuň, Badra und der alten, heute erloschenen, Ansiedlung Oškobrh bei Vlkov pod Oškobrhem als Besitz bestätigt wurde. Ebenfalls im 14. Jahrhundert errichteten die Vladiken von Dolany eine Feste.
Daneben bestand seit dem 15. Jahrhundert in Sány mit dem Freihof ein weiterer Vladikensitz, dieser gehörte u. a. dem Hussitenführer Jan Čapek ze Sán.
Nach der Schlacht von Lipan erwarb der Feldherr Bedřich von Strážnice zusammen mit Kolín auch den größten Teil von Sány. Lediglich der Freihof gehörte fortan anderen Besitzern und gelangte dann an Georg von Podiebrad. Podiebrad, der 1458 von Bedřich von Strážnice auch die Herrschaft Kolín abgekauft hatte, ließ nördlich des Dorfes von der Cidlina aus Sánský kanál anlegen, der den großen Fischteich Bláto speiste. 1475 wurde der Graben Sánská Bačovka, der dem neuen Teich Bačovský rybník Wasser aus der Cidlina zuführte. Entlang der Kanäle entstanden mehrere Mühlen. Seit der hussitischen Zeit war die Bevölkerung von Sány utraquistisch, ab 1620 begann die Rekatholisierung. Die Pfarrei erlosch in dieser Zeit und die Kirche wurde bis 1787 zur Filiale der Pfarrei Alt-Kolin. 1638 wurde die erste Dorfschule eingerichtet. Infolge des Toleranzpatents bildete sich zum Ende des 18. Jahrhunderts in Sány auch eine evangelische Gemeinde, die wegen geringer Mitgliederzahl nach Libice nad Cidlinou gepfarrt war.
Im Jahre 1843 bestand das im Kauřimer Kreis gelegene Rustikaldorf Saan bzw. Sán, auch Sány genannt, aus 60 Häusern, in denen 442 Personen, darunter 18 protestantische und eine jüdische Familie lebten. Haupterwerbsquelle bildete die Landwirtschaft; auf den Feldern wurde vor allem Klee zur Samengewinnung angebaut. Unter herrschaftlichem Patronat standen die Lokalkirche des hl. Apostel Andreas, die Lokalie und die Schule. Im Ort gab es zudem ein herrschaftliches Forsthaus, eine Mühle an der Cidlina und zwei Wirtshäuser. Saan war katholischer Pfarrort für Freudenek und Unter-Opolan; der Amtsort war Kaisersdorf. Bis zur Mitte des 19. Jahrhunderts blieb Saan der Herrschaft Kolín untertänig.
Nach der Aufhebung der Patrimonialherrschaften bildete Sány ab 1850 eine Gemeinde im Gerichtsbezirk Königstadtl. 1862 erwarb Franz Horsky die Grundherrschaft Kolin von den Erben des Wenzel Baron Veith. Horsky leitete umgehend eine Modernisierung der Landwirtschaft ein und gründete den Hof Hajka als landwirtschaftliches Mustergut. Ab 1868 gehörte das Dorf zum Bezirk Poděbrad. 1870 nahm die Eisenbahn von Groß Wossek nach Wostromer den Verkehr auf. Zum 1. Januar 1961 kam die Gemeinde zum Okres Nymburk.

## Gemeindegliederung
Für die Gemeinde Sány sind keine Ortsteile ausgewiesen. Zu Sány gehört die Einschicht Hájky (Hajka).

## Sehenswürdigkeiten
- Pfarrkirche St. Andreas, errichtet 1824–1825 im Empirestil anstelle eines kleineren Vorgängerbaus aus dem 13. Jahrhundert. 1856 erfolgte die Erhebung des seit 1787 bestehenden Kaplanates zur Pfarre.

## Persönlichkeiten
- Jan Čapek ze Sán (um 1427 – nach 1445), Hussitenführer